# L'allieva (romanzo)
L'allieva è il romanzo d'esordio del medico legale e scrittrice italiana Alessia Gazzola, edito da Longanesi nel 2011.
È il primo in ordine di pubblicazione della serie con protagonista Alice Allevi, pasticciona aspirante anatomopatologa dell'Istituto di Medicina Legale di Roma. Le 60 000 copie vendute, numero incredibilmente alto per un romanzo d'esordio, hanno fatto di questo libro un caso letterario. È stato tradotto in numerose lingue tra cui francese, tedesco, polacco, turco e spagnolo.
Da questo romanzo è tratto il secondo episodio della prima stagione de L'allieva, realizzata da Endemol Shine Italy e Rai Fiction e trasmessa in prima serata sul Rai 1 dal 27 settembre al 31 ottobre 2016.

## Trama
Alice non gode di molta considerazione da parte dei superiori all'Istituto di Medicina Legale, ma riesce comunque a cavarsela grazie al sostegno dei compagni di studio. Tra questi spicca Claudio, un ragazzo brillante, verso il quale Alice prova un’attrazione particolare. Quando viene rinvenuto il corpo di Giulia Valenti, una giovane donna, Alice accompagna Claudio sulla scena del crimine e lo assiste durante l'autopsia. Entrando nell'edificio lussuoso dove è avvenuto l’omicidio, Alice riconosce Giulia come la donna che aveva incontrato il giorno precedente. Riconosce anche Bianca, la sorella della vittima, con la quale si incontrerà più volte per aggiornarla su indagini e perizie.
Giulia, la vittima, soffriva di dipendenza da sostanze e nel suo sangue viene rilevata traccia di paracetamolo, al quale era allergica. Bianca sospetta che Giulia fosse innamorata del cugino Jacopo e che avesse litigato con la fidanzata di lui, Doriana. Per verificare questa ipotesi, Bianca convince Alice a eseguire segretamente un test del DNA su Doriana, che conferma il sospetto. Tuttavia, Jacopo, informato da Bianca, denuncia Alice, che nega l’accaduto per salvarsi. Successivamente, Alice partecipa a un progetto guidato da Claudio per migliorare la sua posizione nell’Istituto, ma commette un altro errore: durante il trasporto di un cadavere, si distrae e il corpo scompare.
Nel frattempo Arthur, il compagno di Alice, lascia il suo lavoro di giornalista per diventare reporter in Africa. Le loro visioni opposte del mondo portano alla separazione, anche se i due mantengono i contatti. Grazie all’influenza positiva di Claudio e al supporto indiretto di Arthur, Alice riesce a non ripetere l’anno. Il rapporto con Claudio diventa sempre più stretto.
Alice, ancora impegnata a risolvere il caso di Giulia, frequenta spesso l'ispettore Calligaris per ottenere aggiornamenti. Un dettaglio fondamentale emerge quando Alice e Claudio discutono sull’ora della morte, giungendo insieme a una soluzione. Doriana viene infine incriminata quando la polizia identifica un testimone. Intanto Arthur contrae la malaria, e un’amica convince Alice ad accompagnarla in Africa per trovarlo. 

Edizioni
- Alessia Gazzola, L'allieva, Milano, Longanesi, 2011, ISBN 9788830429970.